# Dáibhí de Barra
Dáibhí de Barra (Dáibhí  Barra) (Carrigtwohill, c. 1758–1851) fue un labrador, poeta y autor en lengua irlandesa.
Nacido en Carrigtwohill, Condado de Cork, y recibió educación en la Escuela local. Permaneció en su distrito nativo toda su vida, y fue uno de los pocos que escribían en la lengua irlandesa durante los primeros años del siglo XIX. Compuso cuentos populares de estilo exuberante y era capaz de componer piezas cortas de oraciones devocionales para la misa. Escribió Páirliament na bhFíodóirí (Parlamento de Tejedores), Corraghliocas na mBan Léirmhúinte (basados en Ned la política Hembra de Ward Detectado), junto con una cuenta animada de la Guerra tithe. Esto fue escrito como un relato de una refriega sobre el diezmo, en Rossmore Strand, cerca de Carrightohill. Dáibhí reprocesó la historia de la derrota de la Real Policía irlandesa de sus vecinos; y, del intento de las casacas rojas de apropiarse de los diezmos anglicanos, por lo que la historia se lee como una saga heroica.